# Gazeta de Sud-Est
Gazeta de Sud-Est este un ziar regional din Slobozia, Muntenia, România.